# Æthelstan (roi du Kent)
Pour les articles homonymes, voir Æthelstan (homonymie).
Æthelstan est un prince de la maison de Wessex mort vers 851. Il règne sur le Kent et le sud-est de l'Angleterre sous l'autorité du roi Æthelwulf de 839 à sa mort.

## Biographie
Les différentes versions de la Chronique anglo-saxonne ne s'accordent pas sur la parenté d'Æthelstan. Certaines en font le frère cadet du roi Æthelwulf, d'autres son fils aîné (peut-être d'un premier mariage), ce qui est plus vraisemblable,,. Lorsque Æthelwulf succède à son père Ecgberht comme roi du Wessex, en 839, il confie à Æthelstan le gouvernement du Kent et des autres anciens royaumes du sud-est de l'Angleterre. La chronique d'Æthelweard l'appelle « roi des habitants du Kent, des Saxons de l'Est, des Saxons du Sud et du Surrey ». Plusieurs chartes de son règne subsistent.
La dernière mention d'Æthelstan date des alentours de 851, lorsqu'il triomphe d'une flotte et d'une armée viking à Sandwich aux côtés de l'ealdorman Ealhhere,. La mort de ce dernier, au combat contre les Vikings, est enregistrée vers 853, mais Æthelstan n'est pas mentionné à cette occasion. Il est vraisemblablement mort avant 855, date à laquelle Æthelwulf, qui se rend en pèlerinage à Rome, procède à des préparatifs concernant le gouvernement du Wessex en son absence, des préparatifs dans lesquels Æthelstan ne figure pas.